# Kozak System
Kozak System es una banda de rock ucraniana, que a menudo representa a la Ucrania moderna en festivales de música europeos y del mundo. Fue fundada en 2012 en Kiev por músicos que salieron de la formación Haydamaky. La banda está formada por cinco músicos: Ivan Lenyo a la voz/acordeón, Oleksandr Demianenko (Dem) a la guitarra, Volodymyr Sherstyuk al bajo, Serhiy Soloviy a la trompeta y Serhiy Borysenko a la batería. Desde su creación, Kozak System ha realizado giras por más de 18 países.

## Historia del grupo

### Base
En 2012, los músicos abandonaron la banda Haydamaky y se hicieron llamar Kozak System, e Ivan Lenyo se convirtió en el vocalista.
El primer concierto de la banda tuvo lugar en Ternopil el 20 de mayo de 2012, fecha que los propios músicos consideran el cumpleaños de la banda rebautizada.
En colaboración con famosos artistas, poetas y músicos ucranianos: Sashko Polozhynsky, Katya Chilly, Serhiy Zhadan, Andriy Sereda, Dmytro Lazutkin, Yurko Yizdryk, en noviembre de 2012 Kozak System presentó su primer álbum de estudio - "Sabre".

### 2013
El año 2013 estuvo marcado por un activo calendario de giras de los músicos: además de numerosas actuaciones en Ucrania, Polonia y Alemania, Kozak System representó al país en los Días de Ucrania en el Reino Unido y en el escenario folclórico Przystanek Woodstock en Polonia.

### La revolución de la dignidad
El comienzo del invierno de 2014 trajo sus propios ajustes a la vida de todo el país: Kozak System, junto con otros destacados artistas ucranianos, actuó en el escenario de Euromaidán en Kiev, se concertó activamente y participó en los actos de la revolución ucraniana, instando constantemente a los ucranianos a no ser indiferentes ante el futuro del país.
El líder de la banda, Ivan Leno, mientras hablaba con sus amigos músicos en Euromaidan, tuvo la idea de hacer algo grande que pudiera levantar el ánimo de miles de ucranianos. Como resultado, nació el himno no oficial de Euromaidán: "Hermano por hermano", con letra de Sashko Polozhynskyi, y se rodó un videoclip la noche del 1 de diciembre sin preparación ni ensayos, con la participación de Kozak System, Taras Chubay, Serhiy Fomenko, Maria Burmaka, Oleh Sobchuk, Anzhelika Rudnytska, Olena Grozovska y Eduard Prystupa, Yuriy Zhuravlya, Seni Prysyazhnyi, Irena Karpa, Dmytro Lazutkin, Oleksandr Pipa, Vadym Krasnookyi, Oles Doniy, Ruslana Lyzhychko, Sviatoslav Vakarchuk, Antin Mukharskyi, Yevhen Nyshchuk, Serhiy Pantiuk, en el que se alternan imágenes de músicos en un estudio de grabación con vídeos de las protestas en Euromaidán.

### 2014
En 2014, Kozak System publicó el álbum "Songs of Homing" en colaboración con Taras Chubai, el autor de la idea de combinar etnia ucraniana, melodías rock y reggae fue el bajista de Kozak System Volodymyr Sherstyuk, que llevaba tiempo soñando con dar vida a este proyecto. En el disco predominan las variaciones sobre canciones cosacas, con letras de los famosos poetas ucranianos Kostya Moskalets y Bohdan Ihor Antonych.
En junio de 2014, en el marco del festival televisivo Krajowy Festiwal Piosenki Polskiej, Kozak System compartió escenario con la legendaria Marilea Rodowicz, interpretando su canción "I warto czekać" ("Merece la pena esperar"), escrita en apoyo a Ucrania y especialmente para el emblemático festival de Opole. El concierto fue retransmitido en directo por TVP1 y lo vieron unos 4,7 millones de personas.

### 2015
En el marzo de 2015, la banda publica su tercer disco, Live and Love (la versión polaca se llama Kochaj i Żyj), que se presentó en un gran concierto en el club Atlas de Kiev.
La canción "Our Manifesto", en la que los músicos hablan de su clara postura ante el hostil país vecino, se convierte en un éxito en toda Ucrania y no sólo no ha perdido actualidad, sino que sigue ganando adeptos.

### 2016
La Nochevieja de 2016 Kozak System pasará en el escenario principal de Cracovia: los músicos recibieron una invitación del canal de televisión polaco TVN, que organizó el grandioso espectáculo FUNtastyczny Sylwester. Más de 150.000 residentes e invitados de Cracovia acudieron a ver la increíble actuación.
El 5 de marzo llegan a Kiev los tan esperados invitados: los amigos polacos del grupo Enej, junto con Kozak System, tocan en el concierto "WARSZAWA-KYIV", con todas las entradas agotadas. Polacos y ucranianos tocan dos sets completos de hora y media en el escenario del club Sentrum de Kiev.

### 2017
El 22 de marzo, en la ceremonia de entrega de premios "Selection" de la emisora de radio Jam FM, el sencillo "Not Mine" gana la nominación a "Single del año": la canción bate todos los récords de permanencia en el número uno de la lista.
En el mismo mes, se lanzó un nuevo sencillo "My Friend", en el que los músicos colaboraron con Sashko Polozhynsky y Yarmak.
Durante el Festival de Eurovisión 2017, que tuvo lugar en Kiev, Kozak System ofreció un concierto a gran escala en Khreshchatyk, en el Eurovision Village.

### 2018
El 16 de enero de 2018, se supo que la banda participaría en la Selección Nacional para Eurovisión 2018[2] La banda actuó con la canción Mamai (letra de Mykola Brovchenko) en la primera semifinal de la Selección Nacional, pero no llegó a la final.
El 30 de marzo se presentó en el club Atlas de Kiev el cuarto álbum de la banda, "Not Mine", que incluye 8 canciones.
A principios de mayo, Kozak System grabó el himno de la 10.ª Brigada de Asalto a la Montaña "Edelweiss", cuya letra fue escrita por el comandante del batallón de esta brigada, Hlib Babych (indicativo Lazybones). Los músicos filmaron el vídeo de la canción "Give me weapons" en la zona ATO, y en verano lanzarán un lyric video para una nueva canción de afirmación de la vida "Such as Summer [Archivado el 10 de octubre de 2018 en la Wayback Machine]" (dirigido por Vitaliy Klymov).

### 2019
En febrero de 2019, los músicos presentan su nuevo vídeo titulado "Cold January". Pasan todo el invierno en la base de ensayos, desde donde comparten activamente detalles de su trabajo en las redes sociales: se sabe que pronto saldrá a la venta el quinto álbum de larga duración de Kozak System.
Este verano se estrena el vídeo de la canción "Enough Sad Songs". La canción se convirtió en el primer tema publicado por KS del álbum "Thieves in Love", anunciado para 2020. La presentación del nuevo álbum tendrá lugar el 29 de febrero de 2020 en el Palacio Zhovtnevyi de Kiev.

## Participantes
- Ivan Lenjo - voz, acordeón, teclados
- Oleksandr Demjanenko - guitarra, mandolina, voz
- Volodymyr Sherstyuk - bajo, voz
- Serhiy Borysenko - percusión, voz
- Serhij Solovy - trompeta, voz, teclados

## Discografía

### Álbumes de estudio
- 2012 - Sablja
- 2014 - Pisni samonavedennja (con Taras Chubai)
- 2015 - Zyvy y Ljuby
- 2018 - Ne moja
- 2020 - Zakochani zlódiji

## Curiosidad
En el vídeo "Na#uy manifesto", la banda utilizó una de las imágenes de la campaña "¡No compres ruso!", un muñeco armado tachado de camuflaje.
En la serie "El último moscovita", se utilizó la música de Kozak System, en particular de la canción "So Tempting".
El repertorio del grupo incluye una versión de la canción "Ace of Spades" de Motorhead.
Muchos poetas conocidos se negaron a terminar el segundo verso de la canción "Not Mine" (el primer verso se basaba en el poema de Vasyl Symonenko "Well, Say, Isn't It Fantastic"), temiendo "no subir el listón". El único que estuvo de acuerdo fue Sashko Polozhynskyi, amigo de los cosacos desde hacía mucho tiempo y líder de la banda Tartak.